# Mischief Makers
Mischief Makers é um jogo eletrônico de plataforma side-scrolling desenvolvido pela Treasure e publicado pela Enix e pela Nintendo para o Nintendo 64 em 1997. O jogador assume o papel de Marina, uma faxineira robótica, que caminha para resgatá seu criador do imperador do Planeta Clancer. A jogabilidade gira em torno de pegar, chacoalhar e arremessar objetos. Existem cinco mundos, 52 fases  e o jogo é exibido em "2+1⁄2D".
O jogo foi o primeiro jogo side-scrolling em 2D lançado para o Nintendo 64, e o primeiro jogo da Treasure a ser lançado para um console da Nintendo. A empresa começou o desenvolvimento de Mischief Makers  em meados de 1995, com pouco conhecimento dos recursos do console. A equipe de 12 pessoas pretendia criar uma mecânica de jogabilidade inovadora, e a implementação da resultante técnica de "capturar" tornou-se sua tarefa mais difícil. O jogo surgiu em 1997 na Electronic Entertainment Expo e foi lançado no Japão em 27 de junho de 1997, e posteriormente tarde nos Estados Unidos, no Reino Unido e na Austrália.
O jogo recebeu "críticas mistas ou médias", de acordo com o site agregador de avaliações críticas de jogos eletrônicos Metacritic. Os críticos elogiaram a inventividade, personalidade e batalhas contra chefes de Mischief Makers, mas criticaram sua brevidade, baixa dificuldade, baixo valor de replay, som, e árdua curva introdutória de aprendizagem. Revisores, em retrospectiva, discordaram da má recepção inicial, e vários críticos citaram a frase de efeito "Shake, shake!" de Marina como um destaque positivo. Jornalistas de videogame citaram Mischief Makers como propício para a reedição, quer através da Nintendo eShop ou em uma sequência ou reboot da franquia. Em 2009, o GamesRadar chamou o jogo de "possivelmente o mais subestimado e amplamente ignorado jogo no N64".

## Jogabilidade
Mischief Makers é o primeiro jogo single-player de plataforma side-scrolling em 2D lançado para o console Nintendo 64. Sua jogabilidade combina a mecânica de jogo de plataforma com aspectos dos gêneros ação e quebra-cabeça. Os personagens e cenários modelados em em 3D pré-renderizado semelhante à "Modelagem Avançada em Computador" de Donkey Kong Country. Este estilo, com fundos 3D atrás de jogabilidade 2D, é conhecido como "2+1⁄2D". Em comparação com os jogos anteriores da Treasure, de correr e atirar, a jogabilidade de Mischief Makers é mais exploratória em sua natureza.
O personagem do jogador, uma robô faxineira chamada Marina, viagens para salvar  seu criador sequestrado. A história se passa no Planeta Clancer, um mundo à beira da guerra civil, devido à atuação de seu Imperador e suas forças Imperiais. O Imperador faz uma lavagem cerebral nos moradores de Clancer para sequestrar o visitante gênio da robótica Professor Theo. A criação de Theo,  o personagem do jogador Ultra-InterGalática-Cybot G Marina Liteyears, persegue o professor e a agarra, lança, e sacode os obstáculos em seu caminho, como inimigos, plataformas Clanball flutuantes, warp stars, e de mísseis. De fato, quase todos os objetos do jogo podem ser agarrados, o que confere sentido ao sistema de combate baseado em chacoalhar objetos. Marina pode agitar objetos agarrados para arremessá-los como projéteis ou para encontrar itens. Os objetos, por vezes, mudam de função quando chacoalhados, tais como os itens que se tornam mísseis e armas com tiros multi-direcionais. Alguns deixam gemas vermelhas, azuis e verdes, que restauram a saúde do jogador. O medidor de saúde no canto da tela mostra a quantidade de dano que Marina pode tomar. O jogador pode armazenar até duas vidas extras. Gemas amarelas escondidas em cada fase estendem a duração da cena final. Marina pode correr, pular, e se propelir (através de uma mochila a jato) em oito direções cardinais e ordinais. Ela também pode deslizar, flutuar, e rolar.
O jogo tem cinco mundos com cerca de doze fases cada um. Alguns estágios são de ação pura, enquanto outros incluem quebra-cabeças. O objetivo do jogador é chegar a uma warp star no final de cada nível. Na rota, Marina chacoalha inimigos, quebra blocos, usa armas, dirige "bicicletas" e objetos ao longo de labirintos. Cada mundo tem chefes finais e intermediários. As fases as lutas contra chefes fazem uso de efeitos especiais de escala e rotação da tela para variar a jogabilidade.
Quase todas as coisas no Planeta Clancer — incluindo pessoas, prédios, animais de estimação — usam ou são identificados identicamente com "expressões tristes" e "os olhos vermelhos brilhantes". Um clancerano chamado Teran substitui Marina em diversas áreas breves e utiliza uma mecânicas que não envolvem chacoalhar como como socos, pontapés, e salto duplo. Uma personagem recorrente chamada Calina, uma clancerana petulante que imita a Marina, serve como elemento cômico.

## Desenvolvimento

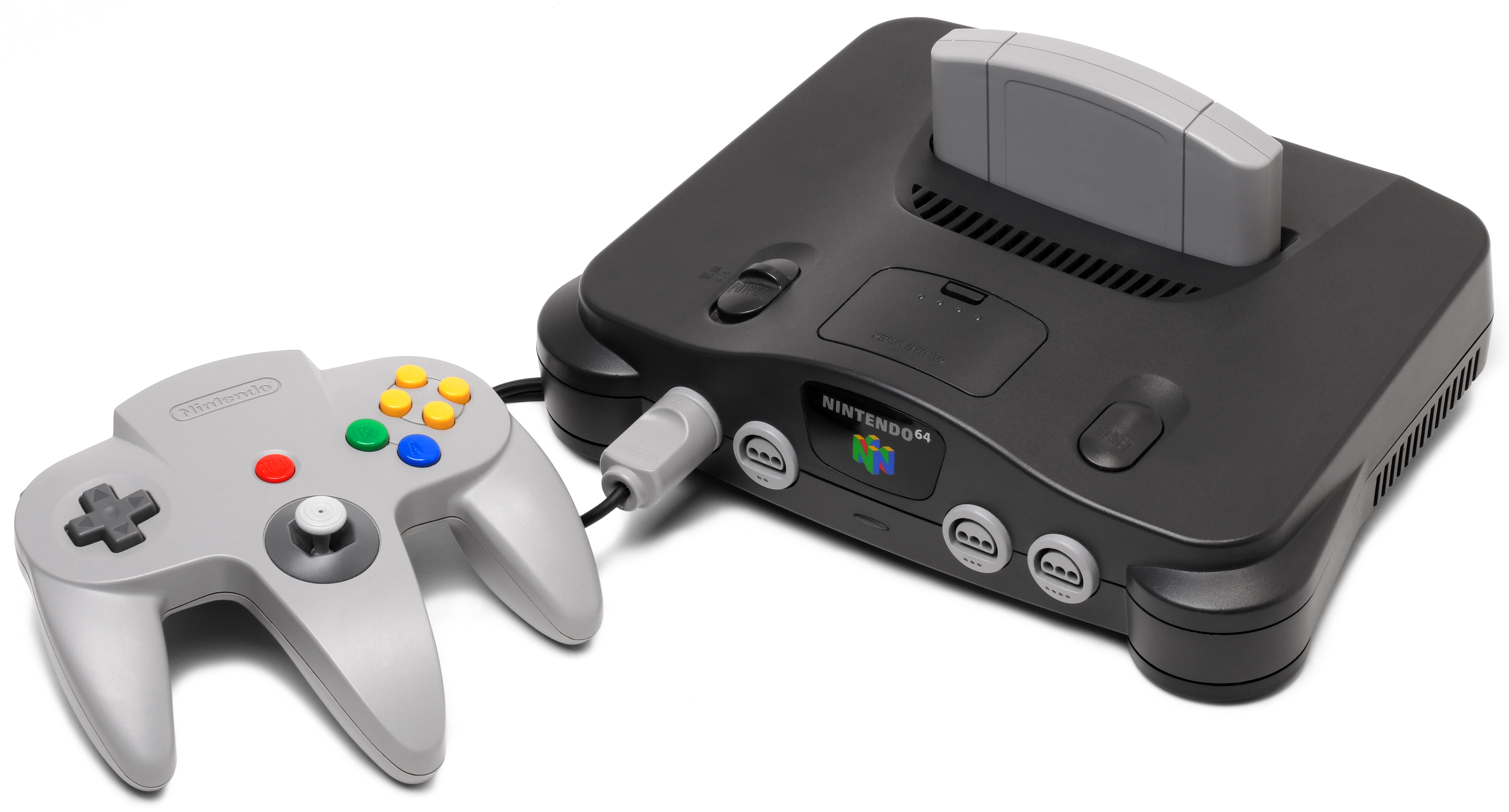
O console Nintendo 64

A Treasure começou a desenvolver Mischief Makers em meados de 1995. Na época, eles pouco sabiam sobre as especificações técnicas finais, implementos gráficos e kit de desenvolvimento do Nintendo 64, entretanto estavam interessados no console e sua melhor "qualidade de pixel". Historicamente, a Treasure havia desenvolvido jogos exclusivamente para consoles Sega, o que fez Mischief Makers seu primeiro lançamento para um console da Nintendo. Trazer Mischief Makers para o Nintendo 64 foi uma decisão baseada em hardware: os cartuchos do Nintendo 64 eram mais caros do que osCD-ROMs, mas eles carregavam dados instantaneamente e, portanto, eram mais propícios para jogos de ação como Mischief Makers. No entanto, o CEO da Treasure, Masato Maegawa, disse que o desenvolvimento para o Nintendo 64 teve uma curva de aprendizagem ainda mais árdua que para o Sega Saturn. Além da atenção especial necessária para a construção de um único chefe em 3D, a equipe não fez uso de recursos específicos do hardware do Nintendo 64.
Os fundadores da Treasure tinham vindo da Konami, onde trabalharam em jogos para o Nintendo Entertainment System como Castlevania e Contra. Eles acharam o ambiente de desenvolvimento restritivo e saíram para tentar conceitos mais arriscados e se concentrar exclusivamente em fazer "grandes jogos". Nos três anos entre a fundação da Treasure e o desenvolvimento de Mischief Makers, a empresa lançou jogos altamente bem conceituados como Gunstar Heroes — conhecido como "um dos jogos de ação de 16 bits definitivos" — e Dynamite Headdy. Uma média de 12 pessoas trabalharam em Mischief Makers, chegado, por vezes, a 15. Apesar de ser uma equipe de composição diferente da dos títulos anteriores da Treasure, ela incluía o programador chefe e designer de personagens de Gunstar Heroes. O CEO da Treasure disse que a empresa gostava de expandir para novos gêneros, apesar de trabalhar principalmente com gêneros onde o pessoal tinha experiência. A empresa buscou afastar-se do design shoot 'em up de Gunstar Heroes, e decidiu construir Mischief Makers em torno de uma mecânica de jogo original baseada em "agarrar", que se tornou o aspecto mais difícil de implementar. A despeito da popularidade da estética estrangeira (não japonesa) ser popular entre os outros programadores japoneses, o CEO da Treasure sentia que os jogos da empresa não pareciam "particularmente estrangeiros" e podiam apelar para o público japonês.
O jogo foi o primeiro da Treasure a ser publicado pela Enix. A editora procurou a Treasure por sua reputação no gênero jogo de ação, e já havia contatado a Treasure várias vezes antes de o projeto para Nintendo 64 vir a tona. Após a escolha de fazer o jogo para o Nintendo 64, a Treasure pensou que seria uma "boa ideia" trabalhar com a Enix. E de forma semelhante a como a Treasure encerrou sua histórica fidelidade ao Mega Drive ao desenvolver Mischief Makers para a Nintendo, a Enix havia recentemente encerrado sua histórica lealdade à Nintendo ao levar Dragon Quest VII de sua franquia Dragon Quest para a Sony. Nem a Treasure ou a Enix construiu uma "relação especial" com a Nintendo específica para o lançamento de Mischief Makers, embora a Nintendo, mais tarde, tenha servido como publisher do jogo para os mercados ocidentais. Quando a tradução para inglês do jogo japonês terminou antes do previsto, a data de lançamento norte-americana foi proporcionalmente antecipada em duas semanas.
Mischief Makers foi demonstrado em 1997, na Electronic Entertainment Expo e, mais tarde, lançado no Japão em 27 de junho de 1997, nos Estados Unidos em 1º de outubro, e no Reino Unido e a Austrália no dia 15 de janeiro de 1998. Seu título Japonês é Yuke-Yuke Trouble Makers, ou Go-Go Trouble Makers. Próximo à data de lançamento japonês do jogo, a Treasure anunciou que iria continuar a desenvolver jogos para o Nintendo 64 com o exclusivamente japonês Bakuretsu Muteki Bangaioh, que foi lançado em setembro e, mais tarde, introduzido na América do Norte como Bangai-O.

## Recepção
O jogo recebeu "críticas mistas ou médias", de acordo com o site agregador de avaliações críticas de jogos eletrônicos Metacritic, e uma classificação "Hall da Fama de Ouro" com pontuação 32/40 da revista Japonesa Famitsu. os Críticos elogiaram o jogo, criatividade, personalidade, "variedade", e lutas contra chefes, e criticaram a sua brevidade, baixo grau de dificuldade, baixo valor de replay, som e árdua curva introdutória de aprendizagem. Revisores, em retrospectiva, discordaram da má recepção inicial, e vários críticos citaram a frase de efeito "Shake, shake!" de Marina como um destaque positivo. A Electronic Gaming Monthly deu ao jogo o seu prêmio de prata.
Matt Casamassina da IGN disse que o jogo compensava sua qualidade média de gráficos com excelente design de fases e desafios de jogabilidade. Ele acrescentou que os quebra-cabeças do jogo exigem pensamento, ao contrário dos presentes em outros jogos de ação/plataforma, e que os objetivos do jogo não eram claros até depois das primeiras fases. Casamassina elogiou os efeitos de transparência, anti-aliasing, mipmapping, e rotações de escala do jogo. A IGN descreveu a expectativa para o jogo como "tremenda", particularmente entre o mercado de "jogadores mais jovens e fãs de 2D".  A Nintendo Power concluiu que o jogo era o melhor side-scroller desde Super Mario World. A Next Generation, escreveu que "apenas os fãs obstinados de plataforma 2D" se interessariam e não sentiu que o jogo conseguiu seguir o legado de Mario 64. Em contrapartida, a GameFan disse que Mischief Makers fez para o 2D que Mario 64 fez para o 3D, e sugeriu que a Sega deveria ser influenciada pelo jogo. GamesRadar retrospectivamente chamou Mischief Makers de "pura, inadulterada maravilha" e "genialidade 2D". O site resumiu o jogo como sendo sobre "agarrar alienígenas com caras tristes, sacudi-los até as gemas saírem e, em seguida, atirá-los em outros alienígenas com caras tristes." Zachary Miller do Nintendo World Report afirmou que o jogo pode ser o mais bizarro e surreal do console, mas John Harris do Gamasutra disse que a premissa do jogo é "apenas estranha para as pessoas que nunca ouviram falar de anime". GameFan descreveu o jogo como "obviamente profundamente Japonês", onde "jogabilidade clássica e visuais 64-bit finalmente se encontram".
Hirokazu Hamamura da Famitsu elogiou a jogabilidade Mischief Makers, o que equilibraria o seu design de personagens pobre. Outros críticos da Famitsu admiraram os designs dos robôs típicos da Treasure e ficaram perplexos com a escolha da empresa de utilizar botões ao invés da alavanca analógica 3D. Jamie O'Neill da Nintendo Life elogiou os personagens do jogo e não gostou dos controles. Ele comparou a personagem Calina personagem com o papel de Shadow Mario em Super Mario Sunshine. O'Neill escreveu que os controles complexos foram "a antítese de um amigável, acessível e intuitivo jogo de plataforma", porque o jogo usou cada botão do controle (incluindo o direcional), apesar de ter sentido que os jogadores perseverassem pela dificuldade apresentada pelos controles eventualmente os perceberiam como  "inventivos e originais". Ele acrescentou que o controle complexo permitia a experimentação que levava a uma nova e divertida jogabilidade, e apesar de a mecânica de arremessar inimigos parecer seguir a lógica de Gunstar Heroes, a interação com as plataformas Clanball era pouco intuitiva. John Harris, do Gamasutra , escreveu que o jogo pegou emprestado outros elementos de Gunstar Heroes, sendo os jogos semelhantes em protagonistas, gemas colecionáveis e chefes. Como o jogo demorava tempo para aprender e compreender,  O'Neill deixou o leitor a decidir se o jogo "acabou enrolado ou na fronteira com a sofisticação e a genialidade".
O'Neill da Nintendo Life concluiu que os cinco chefes de mundo estavam entre os melhores da Treasure (em particular o chefe metamorfo "Cerberus Alpha"), mas que os chefes intermediários eram desinteressantes. Peter Bartholow da GameSpot e os críticos da Electronic Gaming Monthly tiveram conclusões semelhantes. Sushi-X da Electronic Gaming Monthly acrescentou que a técnica de procurar pelo ponto fraco dos chefes era similar a Metroid. Críticos da Famitsu elogiaram a forma como o jogo incentivou os jogadores a experimentar a jogabilidade de "pegar, lançar, e sacudir". Eles também apreciaram a cadência das fases curtas de Mischief Makers. O'Neill (Nintendo Life) concluiu que o jogo teve grande variedade na  mecânica de jogabilidade (de partir do labirintos de quebra-cabeças para fugir de lava), gráficos (de chefes que alteram a escala da tela a fases com rotação de tela) e áudio (de peculiar otimista a assustador), e acrescentou que ele foi surpreendido ao ouvir os críticos falarem contra o "único, variado e dramático" som. Scott McCall de AllGame também apreciou a qualidade sonora, das vozes à "quase indescritível" música. John Harris do Gamasutra observou a "imensa variedade" na jogabilidade — de um remake de Track & Field a ultrapassar uma barragem de mísseis — como raros os jogos de plataforma 2D, e comentou que "é óbvio que a Treasure colocou seu coração no jogo."
Peter Bartholow da GameSpot resumiu Mischief Makers como "um bom jogo que vai deixar os jogadores querendo mais". Ele gostou dos chefes, que fizeram com que o jogador usasse todas as habilidades disponíveis, mas achou os desafios muito curtos fáceis de serem solucionados no contexto de um jogo curto com tutoriais que ocupam um quinto de suas fases. Ele não considerou a extensão do final uma recompensa adequada para retornar às fases, e previu que a maioria dos jogadores não iria terminar o jogo mais de uma vez. Game Informer ecoou os comentários de Bartholow sobre a brevidade do jogo, e nomeou as olimpíadas de sete eventos do jogo como um dos destaques. Sushi-X de Electronic Games Monthly escreveu que o jogo parecia incompleto e lamentou que "um bom jogador pode terminar o jogo em menos de três horas", apesar da Next Generation ter dito que o jogo foi "certamente longo o suficiente". A frequente reutilização por parte do jogo de peças, objetos, efeitos sonoros, trilhas sonoras e cenários (em comparação com as "impressionantes" animações das batalhas de chefe e efeitos) levou Bartholov da GameSpot a sugerir que Mischief Makers foi limitado por seu espaço no cartucho. Ele concluiu que o "decente" jogo seria "verdadeiramente excelente... em outro meio". Zachary Miller da Nintendo World Report relatou que os gráficos não envelheceram bem para 2010. Electronic Games Monthly escreveu que o jogo é "definitivamente um sleeper hit". Como Ryan Carmel da Hardcore Gamer disse, o jogo passou "despercebido".

### Legado
Jornalistas de videogame de sites, tais como GamesRadar e Nintendo World Report , citaram Mischief Makers como propício para a reedição, quer através da Nintendo eShop ou em uma sequência ou reboot da franquia. O Retro Gamer colocou a "obra-prima do caos" em 80º lugar em sua lista de jogos "essenciais" de Nintendo 64 por sua "qualidade desenfreada". Em 2009, o GamesRadar chamou de "possivelmente o mais subestimado e amplamente ignorado jogo no N64". O site escreveu que Mischief Makers foi recebido mal porque os jogadores queriam jogabilidade 3D em vez de 2D no Nintendo 64. John Harris do Gamasutra acrescentou que aqueles que lhe acusaram injustamente perderam um jogo "surpreendentemente inteligente". A UGO Networks lembrou do jogo como inovador, embora imperfeito, e pediu para ver Marina reinterpretada e ressuscitada em um novo jogo.